# 조 디마지오
조지프 폴 "조" 디마지오(영어: Joseph Paul "Joe" DiMaggio, 1914년 11월 25일 ~ 1999년 3월 8일)은 미국의 야구 선수이다. 그는 2차 대전에 참전한 예비역 미국 육군 중사 출신이며 메이저 리그 베이스볼 뉴욕 양키스의 선수였다. 1939년 스포츠캐스터 아치 맥도널드가 그의 빠른 속도와 넓은 외야 수비 범위를 팬암 항공기 "클리퍼"에 비유하면서부터 양키 클리퍼(the Yankee Clipper)라는 애칭으로 자주 불렸다. 1941년 메이저 리그 야구 기록인 56경기 연속 안타로 유명하며, 1955년 명예의 전당에 헌액되었다.

## 생애
이탈리아계 이주민의 후손으로 1914년 11월 25일 캘리포니아주에서 출생하였다.
1930년대부터 PCL의 샌프란시스코의 한 팀에서 프로생활을 시작하였다. 1933년 그곳에서 61경기 연속 안타 기록으로 매스컴과 메이저 리그 구단의 관심을 끌면서 명문 구단들의 스카웃 경쟁이 불이 붙었고, 뉴욕 양키스와 1934년 입단 계약을 맺게 되었다. 무릎 부상으로 바로 메이저 리그에 올라가진 못하였다.
1936년 양키스의 주전 중견수 얼 콤스가 은퇴를 준비하자 그 자리를 대신하게 되고 본격적인 메이저 리그 야구 생활을 시작하였다. 형 빈스 디마지오와 동생 돔 디마지오와 함께 메이저 리그 야구에서 활약하였다.

### 메이저 리그 시절
1936년 21살의 어린 나이었지만, 마이너 리그와 세미프로팀에서 남다른 활약을 보였기에 데뷔 첫해 타율.325와 29홈런, 125타점,132득점으로 공격전부문 상위권에 오르며 MVP후보까지 올랐고, 그해 올스타에까지 선정되는 영광을 안게 되었다.
이듬해인 1937년 양키스 팀역대 우타자 최다기록이기도 한 46개의 홈런으로 리그 홈런왕에 등극, 또한 장타율 1위, 타율 2위(.346), 타점 2위(167타점), 득점 1위(151득점)등 도루를 제외한 공격 전부문에서 엄청난 활약을 하였지만, 이해 타율.371로 타격왕에 오른 디트로이트 타이거스 소속인 찰리 게링거에게 MVP상을 양보하게 되었다.
1939년, 1940년 각각 타율 0.381과 0.350으로 2년 연속 리그 타격왕에 올라서며 루 게릭이 은퇴한 후 팀내 최고의 공격력을 자랑하였고, 특히, 1939년에는 자신의 첫 MVP수상과 함께 신시네티 레즈와의 월드시리즈에서 우승을 거머쥐었다.
1941년 5월 15일부터 시작하여 7월 17일 클리블랜드 인디언스와의 시합을 마지막으로 56경기 연속 안타라는 경이적인 기록을 달성하여, 1887년 볼티모어의 윌리 킬러의 44경기 연속안타와 현대 야구가 자리잡기 시작한 이후 최장 기록인 조지 시슬러의 41경기 연속안타 기록을 훨씬 뛰어넘는 성적을 달성하였다.
9회초 마지막 경기에서 그가 친 바운드가 큰 땅볼성 공이 클리블랜드의 3루수 켄 켈트너의 글러브에 들어가며 어렵게 송구한 끝에 간발의 차이로 아웃되자 57경기 연속안타행진은 볼 수가 없었고, 이 경기후 다시 27경기 연속안타를 기록하였으나 그 이후로 더 이상의 안타 행진은 없었다.
1941년 MVP는 4할의 타율을 친 테드 윌리엄스와 접전이 예상되었지만, 신사적인 매너와 조용한 성격으로 기자들에게 좀 더 인기가 있던 디마지오에게 돌아가며 자신의 두 번째 MVP를 수상할 수 있었다.
제2차 세계 대전때 행크 그린버그와 밥 펠러로부터 시작된 메이저 리그 스타 선수들의 군입대로 그 역시 3년이 넘는 기간 동안 야구장을 떠나게 되었고, 1946년이 되어서야 다시 양키스 구장을 찾을 수 있었다. 긴 공백 기간으로 인해 처음으로 2할대 타율로 추락하였고, 팀 역시 보스턴과 디트로이트에 10경기 이상 쳐지며 리그 3위에 머물렀지만, 이듬해 다시 3할대로 복귀하여 신인 포수 요기 베라와 함께 팀공격을 이끌어 나가며 팀을 월드시리즈에서 정상을 차지하자 개인 성적에서 자신을 모두 앞섰던 테드 윌리엄스를 제치고 세 번째 MVP를 차지하게 되었다.
1948년 39홈런과 155타점으로 리그 홈런왕과 타점왕을 차지하며 4번째 개인 MVP에 도전장을 내밀었지만, 클리블랜드의 감독 겸 선수로 월드시리즈 우승을 시킨 루 부드로에게 압도적인 표가 몰려 최초의 4회 MVP 수상은 실패로 돌아갔다. 발꿈치 부상과 다리 부상으로 1949년 시즌 절반을 결장하였다.
1950년 자신의 9번째 +100타점을 기록한 후 팀 후배인 미키 맨틀에게 중견수 자리를 물려주고 1951년 은퇴하였다.

### 은퇴 이후
통산 0.325 타율, 389 홈런, 1537 타점을 올렸다. 통산 BB/S0=2:1의 비율로 장타자답지 않은 선구안과 정확한 타격을 가지고 있었다. 1955년 88.84%의 득표율로 명예의 전당에 헌액되었다.
1954년 1월 배우 마릴린 먼로와 결혼했고, 같은 해 2월 함께 대한민국을 방문했으며, 같은 해 10월 이혼했다. 이 이혼은 메릴린 먼로가 추진하여 성사되었고, 이 이혼과 관련하여 조 디마지오가 가정폭력범이라는 사실이 널리 공유되었다.

### 연도별 타격 성적
| 연 도      | 소 속      | 경 기 | 타 석 | 타 수 | 득 점 | 안 타 | 2 루 타 | 3 루 타 | 홈 런 | 루 타 | 타 점 | 도 루 | 도 루 자 | 희 생 번 | 희 생 플 | 볼 넷 | 고 4 | 사 구 | 삼 진 | 병 살 타 | 타 율 | 출 루 율 | 장 타 율 | O P S |
| ---------- | ---------- | ----- | ----- | ----- | ----- | ----- | ------- | ------- | ----- | ----- | ----- | ----- | -------- | -------- | -------- | ----- | ---- | ----- | ----- | -------- | ----- | -------- | -------- | ----- |
| 1936년     | NYY        | 138   | 668   | 637   | 132   | 206   | 44      | 15      | 29    | 367   | 125   | 4     | 0        | 3        | -        | 24    | -    | 4     | 39    | -        | .323  | .352     | .576     | .928  |
| 1937년     | NYY        | 151   | 692   | 621   | 151   | 215   | 35      | 15      | 46    | 418   | 167   | 3     | 0        | 2        | -        | 64    | -    | 5     | 37    | -        | .346  | .412     | .673     | 1.085 |
| 1938년     | NYY        | 145   | 660   | 599   | 129   | 194   | 32      | 13      | 32    | 348   | 140   | 6     | 1        | 0        | -        | 59    | -    | 2     | 21    | -        | .324  | .386     | .581     | .967  |
| 1939년     | NYY        | 120   | 524   | 462   | 108   | 176   | 32      | 6       | 30    | 310   | 126   | 3     | 0        | 6        | -        | 52    | -    | 4     | 20    | 11       | .381  | .448     | .671     | 1.119 |
| 1940년     | NYY        | 132   | 572   | 508   | 93    | 179   | 28      | 9       | 31    | 318   | 133   | 1     | 2        | 0        | -        | 61    | -    | 3     | 30    | 16       | .352  | .425     | .626     | 1.051 |
| 1941년     | NYY        | 139   | 622   | 541   | 122   | 193   | 43      | 11      | 30    | 348   | 125   | 4     | 2        | 0        | -        | 76    | -    | 4     | 13    | 6        | .357  | .440     | .643     | 1.083 |
| 1942년     | NYY        | 154   | 680   | 610   | 123   | 186   | 29      | 13      | 21    | 304   | 114   | 4     | 2        | 0        | -        | 68    | -    | 2     | 36    | 9        | .305  | .376     | .498     | .874  |
| 1946년     | NYY        | 132   | 567   | 503   | 81    | 146   | 20      | 8       | 25    | 257   | 95    | 1     | 0        | 3        | -        | 59    | -    | 2     | 24    | 13       | .290  | .367     | .511     | .878  |
| 1947년     | NYY        | 141   | 601   | 534   | 97    | 168   | 31      | 10      | 20    | 279   | 97    | 3     | 0        | 0        | -        | 64    | -    | 3     | 32    | 14       | .315  | .391     | .522     | .913  |
| 1948년     | NYY        | 153   | 669   | 594   | 110   | 190   | 26      | 11      | 39    | 355   | 155   | 1     | 1        | 0        | -        | 67    | -    | 8     | 30    | 20       | .320  | .396     | .598     | .994  |
| 1949년     | NYY        | 76    | 329   | 272   | 58    | 94    | 14      | 6       | 14    | 162   | 67    | 0     | 1        | 0        | -        | 55    | -    | 2     | 18    | 11       | .346  | .459     | .596     | 1.055 |
| 1950년     | NYY        | 139   | 606   | 525   | 114   | 158   | 33      | 10      | 32    | 307   | 122   | 0     | 0        | 0        | -        | 80    | -    | 1     | 33    | 14       | .301  | .394     | .585     | .979  |
| 1951년     | NYY        | 116   | 482   | 415   | 72    | 109   | 22      | 4       | 12    | 175   | 71    | 0     | 0        | 0        | -        | 61    | -    | 6     | 36    | 16       | .263  | .365     | .422     | .787  |
| 통산：13년 | 통산：13년 | 1736  | 7671  | 6821  | 1390  | 2214  | 389     | 131     | 361   | 3948  | 1537  | 30    | 9        | 14       | -        | 790   | -    | 46    | 369   | *130     | .325  | .398     | .579     | .977  |